# Адольф Бартельс
Бартельс Адольф (нім. Adolf Bartels ; 15 листопада 1862, Вессельбурен — 7 березня 1945, Веймар) — німецький прозаїк, журналіст і поет, професор, історик літератури, представник Руху за національну культуру (Heimatkunstbewegung), відомий антисеміт.

## Коротка біографія
Адольф Бартельс народився у Вессельбурені (Гольштинія) і був старшим з дев'яти дітей в родині слюсаря. З 1877 р. по 1882 р. відвідував середню школу в Мельдорфі (Meldorf), але навчання довелося покинути незадовго до закінчення школи, батьківського заробітку було замало, щоб платити за навчання. Деякий час він жив зі своїм дядьком в Гамбурзі і давав приватні уроки. Потім повернувся назад у своє рідне місто і якийсь час працював помічником клерка в Королівському суді. Крім того, він і далі давав приватні уроки, а у вільний час писав вірші, оповідання та місцеві історичні есеї, які публікував друг його батька Юліус Грот, видавець і редактор місцевої газети. Це привело до ідеї провести серію лекцій на літературні та історичні теми з метою заробити гроші для навчання в університеті. З 1885 року Адольф Бартельс, попри відсутність повної середньої освіти, слухав лекції в Лейпцизькому університеті і почав вивчати політологію переважно для підготовки лекцій з літератури, історії та філософії. У Лейпцигу, молодий письменник рано дізнався про натуралістів Германа Конраді, Отто Еріха Гартлебена і Карла Генкеля, сатиричні фігури яких він помістив в розділі свого комічного епосу «Дурний чорт» (Der dumme Teufel, 1896). У вересні 1887 р. він перейшов до Берлінського університету, а наступного літа завдяки своїм покровителям з батьківщини здійснив поїздку до Південної Німеччини та Італії. Після двох семестрів покинув навчання і одружився зі своєю коханкою Ідою Реорк (Rehork) і за посередництва свого співвітчизника Германа Альмерса (Allmers) перебрав редагування «Дідаскаліями)» (Didaskalia), розважального додатку до національно-ліберального часопису 'Frankfurter Journal', для якого писав театральні рецензії, тематичні статті та огляди. З перервою працював тут до 1895 р. У своїх театральних статтях він піддав різкій критиці верхній клас франкфуртської публіки, яка розумілася у нових літературних рухах. Бартельс, який зі студентських років був ярим противником антисемітизму, зустрічався у Франкфурті також з письменниками єврейського походження. Спочатку він ставився до них неупереджено та доброзичливо, але потім протягом багатьох років, пізнаючи «добре і погане» єврейської солідарності, чимраз більше міняв своє ставлення до євреїв, яке перетворилося у відкриту ворожнечу. З часом Бартельс став членом німецької націоналістичної партії (Deutschvölkischen Partei), яка існувала між 1914 і 1918 рр. Однак з капіталістичними і колоніальними планами кайзера Вільгельма II він так і не зміг погодитися і находив його приказку «Наше майбутнє лежить на воді» абсолютно жахливим.
Після Першої світової війни Бартельс був одним з лідерів націоналістичного руху і був залучений також до німецького християнства (Deutschchristentum). Він став відвертим антисемітом і расистом. У своїй промові на запрошення німецької націоналістичної студентської асоціації 21 січня 1913 в Берліні, він заявив: «Той, хто в наш час не є антисемітом, той не є добрим німцем». Міняючи свої симпатії до різних націоналістичних рухів, Бартельс кінець-кінцем прийшов до націонал-соціалізму. У 1939 р. він опублікував свою роботу, в якій підійняв тему впливу єврейства на німецьку церкву. З подій останніх років його життя можна відзначити великі дні німецької поезії у Веймарі, де він виступав поряд з Геббельсом до 200 запрошених поетів і письменників, а також святкування його 75-ти і 80-тиріччя.
Адольф Бартельс помер 7 березня 1945 р. після нетривалої хвороби у 82 роки у Веймарі.

## Літературна діяльність
У 1896 Бартельс зробив вирішальний крок до самостійної літературної творчості. Він переїхав до Веймара і видав свій перший роман «Дітмаршці» (Die Dithmarscher), за яким писав критичні літературні внески до відомих журналів, як-от Grenzboten, Kunstwart тощо. Серію статей з Grenzboten було навіть опубліковано окремою книгою.
У 1898 році в історію німецької літератури він ввів термін Heimatkunst «мистецтво батьківщини» і був його гарячим захисником упрожовж наступних кількох років. 1899 року випустив свій другий історичний роман Dietrich Sebrandt, в якому йдеться про революційні події 1848 р. в Шлезвіг-Гольштейні та Берліні. На рубежі століть вийшла його стандартна робота «Історія німецької літератури» (Geschichte der deutschen Literatur), в якій його тепер відкритий антисемітизм повною мірою. У 1904—1904 рр., вважаючи, що смерть вже близька він видав повне зібрання своїх поетичних творів (вірші та драми).
Дві тенденції викристалізувалися в майбутньому в його творчості: боротьба проти єврейського «засилля» в німецькій літературі, в тому числі «поділу між німцями і євреями» та кампанії проти «декадентської літератури» з одночасним вказуванням молодим «здоровим таланту» необхідність ставити як єврейським, так і неєврейських авторам того напрямку в літературі. 1909 року він заснував у Веймарі Веймарський Національний фестиваль для німецької молоді, на якому студенти з усієї Німеччини знайомилися з класикою німецької літератури з метою стати «бастіоном» проти впливу німецької декадентської літератури. З 1909 року Бартельс видавав також літературний часопис «Німецька література», який з перервами виходив до грудня 1933 р. Серед інших його останніх робіт була велика історія тюрнгської літератури (Geschichte der thüringischen Literatur, 1938/42), плід багатолітніх досліджень.

## Вибрані твори
- Friedrich Geßler. Sein Leben und seine Werke. Lahr, Schauenburg 1892 — «Фрідріх Гесслер. Його життя і його твори».
- Der dumme Teufel oder die Geniesuche. Komisches Epos in 12 Gesängen. Dresden, Dresdner Verlagsanstalt 1896 — «Дурний чорт або пошук генія. Комічний епос у 12 піснях».
- Gerhart Hauptmann. Weimar, Felber 1897 — «Герхарт Гауптман».
- Die deutsche Dichtung der Gegenwart. Die Alten und die Jungen. Leipzig, Avenarius 1897, 9. stark vermehrte und verbesserte Auflage 1918 — «Сучасна німецька поезія. Старі і молоді».
- Die Dithmarscher. Historischer Roman in 4 Büchern. Kiel u. Leipzig, Lipsius u. Tischer 1898 — «Дітмаршці»
- Dietrich Sebrandt. Roman aus der Zeit der schleswig-holsteinischen Erhebung. Kiel u. Leipzig, Lipsius u. Tischer 1899 — «Дітріх Зебрандт. Роман у двох частинах з часів величі Шлезвіг-Гольштейну».
- Der Bauer in der deutschen Vergangenheit Leipzig: Diederichs. (= Monographien zur deutschen Kulturgeschichte 6), 1900 — «Селянин у німецькому минулому».
- Dürer in Venedig. Oper in drei Akten. Dichtung von Adolf Bartels nach der gleichnamigen Novelle von Adolf Stern. Musik von Waldemar von Baußnern. Dresden, Brunner 1901 -«Дюрер у Венеції. Опера у трьох актах. Переспів Адольфа Бартеля за мотивом однойменної новели Адольфа Штерна. Музика Вальдемара фон Бауснера»
- Geschichte der deutschen Lit(t)eratur. 2 Bde. Leipzig, Avenarius 1901/02 — «Історія німецької літератури».
- Heimatkunst. Ein Wort zur Verständigung. Leipzig u. Berlin, Meyer 1904 «Мистецтво батьківщини. Слово для розуміння».
- Adolf Stern. Der Dichter und Literaturhistoriker. Dresden, Koch 1905 -«Адольф Штерн. Поет і історик літератури».
- Das Weimarische Hoftheater als Nationalbühne für die deutsche Jugend. Eine Denkschrift. Weimar, Böhlaus Nachf. 1905 «Веймарський придворний театр як національна сцені для німецької молоді. Пам'ятна записка»
- Judentum und deutsche Literatur. Leipzig, Zieger 1912 — «Єврейство і німецька література».
- Einführung in die Weltliteratur (von den ältesten Zeiten bis zur Gegenwart im Anschluß an das Leben und Schaffen Goethes. 3 Bde. München, Callwey 1913 — Вступ до світової літератури (від найдавніших часів до сучасності включно з життям і творчістю Гете".
- Der deutsche Verfall. Leipzig, Armanenverlag 1913 — «Німецький занепад».
- Deutschvölkische Gedichte aus dem Jubeljahr der Befreiungskriege 1913. Leipzig, Armanenverlag 1914 — «Німецькі народні вірші з ювілею визвольної війни»
- Nationale oder universale Literaturwissenschaft? Eine Kampfschrift gegen Hanns Martin Elster und Richard M. Meyer. München, Callwey 1915 — Національне чи універсальне літературознавство? Полемічна замітка проти Мартіна Ельстера і Ріхарда Меєра".
- Deutschchristentum auf rein evangelischer Grundlage. Leipzig, Wacher 1917 — «Німецьке християнство на чисто євангельській основі»
- Weltliteratur. Eine Übersicht zugleich ein Führer durch Reclams Universalbibliothek. 3 Bde. Leipzig, Reclam 1918 — «Світова література. Огляд»
- Lessing und die Juden. Eine Untersuchung. Dresden, Koch 1918 -«Лессінг і євреї»
- Weshalb ich die Juden bekämpfe. Eine deutliche Auskunft. Hamburg, Deutschvölkische Verlagsanstalt 1919 (= H. 8 der Hammer-Schläge) — «Чому я поборюю євреїв. Ясна довідка»
- Die Berechtigung des Antisemitismus. Eine Widerlegung der Schrift von Herrn von Oppeln-Bronikowsky «Antisemitismus?». Leipzig, Weicher 1921 — «Виправдання антисемітизму. У відповідь на 'Антисемітизм' пана Опельн-Броніковського».
- Der völkische Gedanke. Ein Wegweiser. Weimar, Fink 1922 — «Народні думки. Путівник».
- Der Nationalsozialismus Deutschlands Rettung. Leipzig, Weicher 1924 — «Націонал-соціалізм — спасіння Еімеччини».
- Jüdische Herkunft und Literaturwissenschaft, eine gründliche Erörterung, 1925 «Єврейське походження і літературознавство, принципове роз'яснення».
- Freimaurerei und deutsche Literatur. Feststellungen und Vermutungen. München, Eher 1929 — «Франк-масонство і німецька література. Встановлене і припущеня».
- Der letzte Obervollmacht. Ein Roman aus der Bismarckzeit. Weimar, Borkmann 1931 — «Останнє повновладдя. Роман з часів Бісмарка».
- Goethe der Deutsche. Frankfurt am Main, Diesterweg 1932 «Німець Гете»
- Geschichte der thüringischen Literatur. 2 Bde. Jena, Frommann 1938/42 — «Історія тюрінгської літератури».